# Biegi narciarskie na Zimowych Igrzyskach Olimpijskich 1998 – sztafeta mężczyzn
Bieg sztafetowy mężczyzn podczas Zimowych Igrzysk Olimpijskich 1998 w Nagano został rozegrany 18 lutego. Wzięło w nim udział 80 zawodników z dwudziestu krajów. Mistrzostwo olimpijskie w tej konkurencji wywalczyła drużyna norweska w składzie: Sture Sivertsen, Erling Jevne, Bjørn Dæhlie i Thomas Alsgaard. 

## Wyniki
| Pozycja | Kraj                                                                                            | Czas      | Strata   |
| ------- | ----------------------------------------------------------------------------------------------- | --------- | -------- |
| 01 !    | Norwegia · Sture Sivertsen · Erling Jevne · Bjørn Dæhlie · Thomas Alsgaard                      | 1:40:55,7 | -        |
| 02 !    | Włochy · Marco Albarello · Fulvio Valbusa · Fabio Maj · Silvio Fauner                           | 1:40:55,9 | +0,2     |
| 03 !    | Finlandia · Harri Kirvesniemi · Mika Myllylä · Sami Repo · Jari Isometsä                        | 1:42:15,5 | +1:19,8  |
| 4       | Szwecja · Mathias Fredriksson · Niklas Jonsson · Per Elofsson · Henrik Forsberg                 | 1:42:25,2 | +1:29,5  |
| 5       | Rosja · Władimir Legotin · Aleksiej Prokurorow · Siergiej Krianin · Siergiej Czepikow           | 1:42:39,5 | +1:43,8  |
| 6       | Szwajcaria · Jeremias Wigger · Beat Koch · Reto Burgermeister · Wilhelm Aschwanden              | 1:42:49,2 | +1:53,5  |
| 7       | Japonia · Katsuhito Ebisawa · Hiroyuki Imai · Mitsuo Horigome · Kazutoshi Nagahama              | 1:43:06,7 | +2:11,0  |
| 8       | Niemcy · Andreas Schlütter · Jochen Behle · René Sommerfeldt · Johann Mühlegg                   | 1:43:16,1 | +2:20,4  |
| 9       | Austria · Markus Gandler · Alois Stadlober · Achim Walcher · Christian Hoffmann                 | 1:43:16,5 | +2:20,8  |
| 10      | Estonia · Andrus Veerpalu · Raul Olle · Elmo Kassin · Jaak Mae                                  | 1:44:20,9 | +3:25,2  |
| 11      | Słowacja · Ivan Bátory · Martin Bajčičák · Andrej Páricka · Stanislav Ježík                     | 1:44:31,6 | +3:35,9  |
| 12      | Ukraina · Hennadij Nykon · Ołeksandr Zarowny · Mychajło Artiuchow · Mykoła Popowycz             | 1:44:33,9 | +3:38,2  |
| 13      | Francja · Vincent Vittoz · Patrick Remy · Hervé Balland · Philippe Sanchez                      | 1:45:00,2 | +4:04,5  |
| 14      | Białoruś · Siarhiej Dalidowicz · Alaksiej Triehubau · Alaksandr Sannikau · Wiaczasłau Płaksunou | 1:45:15,3 | +4:09,6  |
| 15      | Czechy · Lukáš Bauer · Martin Koukal · Petr Michl · Jiří Magál                                  | 1:45:35,4 | +4:39,7  |
| 16      | Kazachstan · Pawieł Rjabinin · Andriej Niewzorow · Władimir Borcow · Witalij Liliczenko         | 1:46:12,9 | +5:17,2  |
| 17      | Stany Zjednoczone · Marcus Nash · John Bauer · Patrick Weaver · Justin Wadsworth                | 1:48:16,4 | +7:20,7  |
| 18      | Kanada · Donald Farley · Robin McKeever · Chris Blanchard · Guido Visser                        | 1:49:27,4 | +8:31,7  |
| 19      | Hiszpania · Jordi Ribó · Diego Ruiz · Juan Jesús Gutiérrez · Álvaro Gijón                       | 1:49:27,9 | +8:32,2  |
| 20      | Korea Południowa · Park Byung-chul · Ahn Jin-soo · Shin Doo-sun · Park Byeong-ju                | 1:55:17,1 | +14:21,4 |